# THE MANZAI (小説)
『The MANZAI』（ザ・マンザイ）は、あさのあつこ作の児童小説。シリーズ累計200万部を突破しており、全6巻でシリーズ完結。漫画化、CDドラマ化もされている。

## 主なストーリー

### The MANZAI
ある十月の日、訳ありの中学2年で転校生の瀬田歩（せたあゆむ）はクラスメイトの秋本貴史（あきもとたかし）に「付き合ってくれ」と言われる。秋本は一緒に漫才のコンビを組んでくれという意味で言ったのだが、瀬田には同性愛の申し出の様に聞こえ戸惑いを隠せずにいた。その後瀬田は無理矢理コンビを組まされ、文化祭で「漫才ロミオとジュリエット、ほんまは、あんたがアホやねん」（通称「ロミジュリ」）を行うことにしたのだが…。中学校を舞台として中学生の青春と葛藤と恋を描く。

### The MANZAI2
「漫才ロミオとジュリエット」から半年と少し、中学三年生となった歩とロミジュリメンバーはそれぞれ違うクラスに分けられてしまう。そんな中、秋本は夏祭りで漫才をしようと言い出した。歩は断固拒否の態度であったが、ほかのメンバーはノリ気だった。そして歩の想い人・メグの下駄箱の中にウシガエル（ゲロゲロ）が入れられるという事件が勃発した!そんな出来事によりお好み焼き屋「おたやん」に「ゲロゲロ事件対策本部」が設置された。はたして事件の真相は…?

## 登場人物

### チーム・ザ・ロミジュリ
瀬田 歩（せた あゆむ）
物語の主人公（語り手）。湊市立湊第三中学校（以下湊中と略す）に転校してきた中学生。顔立ちが美人の母親似で、オジサンやオバサンに異常にモテる。特にオバサンに「美少年」、「カワイイ」等と言われているが、本人はどちらかと言えば嫌がっている。愛称は「あゆちゃん」「ジュリ」など。よく秋本貴史に「あゆむ～」と名前を伸ばされる。
ある日、学校での生活の疲れから不登校になってしまい、そのことで両親が喧嘩している際、姉が気分転換と言って父と出かけたところ、交通事故に遭い、姉と父を亡くす。一周忌に母の地元、湊市のマンションに引越し、湊中に転校することとなった。父と姉を亡くした原因は学校に行けなかった自分のせいだと思っており、2人が亡き後は再び学校に通くことに。
父と先生に「お前は普通じゃない」と言われたため、普通じゃないと言われることを恐れている。しかし、2年の十月に秋本に「お付き合い」を頼まれてから人生が変わってゆく。初め自分につきまとってくる秋本を嫌うが、徐々に心を開いてくる。現在では秋本のボケに突っ込みを入れるなど素直になっているが、心に入ってくる彼を恐れてたりしている。後述の劇が元で、劇以降は彼と『ロミジュリ』として漫才をすることになった。
2年生の文化祭で秋本と「漫才ロミオとジュリエット」でジュリエット役をやる。そのジュリエット姿があまりにも綺麗だった為と秋本と仲良くしているところを目撃されたため、萩本恵菜に嫉妬される。だが、ルックスについてメグからほめられたことも。そのメグのことが好きで、4巻で告白(?)をするがふられた。しかし、今でもメグのことが好きである。
性格は臆病で消極的。しかし、物語が進むにつれ逞しく成長していく。男子の「守ってあげなきゃ」精神を刺激する性格らしい。また、埼玉西武ライオンズのファンであり、松井稼頭央がメジャーリーグに移籍した時は残念がっていた。
5巻では初詣のときに樽酒をかぶったためによって軽症を負い、湊市立病院に入院。そのときにルームメイトとなったお年寄り達を励ますため、市立病院で漫才をすることになった。
6巻では湊第一高校を受験。社会の試験のときに"She likes pink."と書くなど誤答も多かったが、見事合格。湊第一高校では高原やメグと同じクラスになる。
秋本 貴史（あきもと たかし）
2年時では歩と同じクラスだが、3年時では違うクラス。かなりの長身で、筋肉もガッチリついているため割にモテるタイプである。歩が昔飼っていた雑種犬のポンスケに良く似ているらしい。大人っぽいようで人懐っこく、歩曰く、「厚かましくて、図々しくて、鈍感で、よく寝て、よく食う」ヤツ。愛称は「ロミ」。
歩のことは相方と本人は言っているが、恋愛感情もあるらしい。森口に「デキてる」と思われているほど。本人曰く、「歩は普通でなく、『特別』」。サッカー部に在籍しており、あまりサッカーを知らない歩も上手いと認めるほどの実力を持っているが、歩との時間を大切にするあまり、サボってばかりいる。幼なじみであるメグに熱烈に好かれているが、妹のようにしか思っていないため恋愛感情は無いらしい。実家はお好み焼き屋の「おたやん」を経営しており、そこで店の手伝いをしている。父を知らない。漫才が好きで本人曰く「おもしろいやつが一番」。1巻で文化祭の「漫才ロミオとジュリエット」ではロミオ役をしていた。この劇以降は『ロミジュリ』として歩と漫才をすることになる。3巻では夏祭りで漫才をした。4巻で歩がメグを思っていることを知る。6巻では湊第一高校に合格したが、会ったことのない父親に会うため、そして中途半端な英語しか話せない漫才キャラを目指すため、アメリカへ留学する。湊第一高校では前述の理由の為長期欠席扱いではあるが、森口と同じクラスになる。
萩本 恵菜（はぎもと めぐな）
秋本の幼馴染。腰近くまで伸びた髪。まつげが長く、肌が白い。歩曰く、「自らが発光している『発光美少女』」。ニックネームはメグ。湊中一の美少女として男子から告白された数が最も多い(4巻までで13人)人物と言われている（一部女子から「お姉様になってください」と言われたことも）。しかし本人は幼稚園の頃から秋本一筋なため誰の申し出も受けていない。働き者でおたやんの手伝いをしている。歩は彼女のことが好きなのだが、秋本が歩とベタベタしているところを何度も目撃され、二人を同性愛者だと勘違いし、瀬田を恋のライバルとして敵視していた。だが2巻でようやく歩と秋本の関係について理解し、ライバル視をやめる。しかし、未だに歩と秋本が仲良くしているのを気に入らない。4巻以降は歩のことは友達として大切に思っている。彼女の父と秋本の母が再婚する話を聞き、兄弟関係になっては秋本と結婚できないと悩んでいる。4巻で歩の思いに気づくが、秋本への想いとは違うと歩に伝えた。 6巻では湊第一高校を受験し、合格。湊第一高校では歩や高原と同じクラスになる。
森口 京美（もりぐち ことみ）
2年時の歩のクラスメイト。チームロミジュリのメンバー。3年時ではメグと同じクラス。くっきりとした顔立ちで、天然カールのショートヘアが良く似合っている。腹に幼少時に負った火傷の痕がある。しきり上手で自分の意見をはっきり言える、頼りになる存在で「漫才ロミオとジュリエット」では構成・総監督をしていた。「京」と書いて（こと）と読ませるのは、京都が古都であるかららしい。
想像力豊かで主に恋愛小説を書くのが趣味。湊中では文芸部の部長も務めており、小説家になる事が夢だが、歩からは「政治家の方が向いている」と言われていた。そのせいか妄想癖が激しく、他人に迷惑をかけることもしばしば。本人曰く、「人生は愛と恋とエロ」。校内の情報通。反町似の兄（今は太っていて似ていない）と妹がいる。
歩曰く、高原とは息ぴったりで、3巻にてその高原に告白され、付き合い始める。しかし、4巻で高原の母親にそのことが知られ、有名高校を受験しない理由は彼女と付き合っているせいだと思われ、怒られていた所をメグに目撃されてしまう。6巻では湊第一高校を受験し、合格した。湊第一高校では秋本と同じクラスになる。
高原 有一（たかはら ゆういち）
2、3年歩と同じクラス。眼鏡をかけている。学年トップ、いや全国でもトップクラスの成績をもつ秀才で勉学以外の知識も豊富。「漫才ロミオとジュリエット」では森口と同じく、構成・総監督をしていた。しかし漫才について熱く語るなど天然な所もあり、歩が困惑していることも。映画好きで、「ロミオとジュリエット」について熱く語っていた。小学生のころから森口京美に恋心を抱いており、3巻で森口に告白し、OKされ付き合い始める。隣県の有名高校を受験するつもりだったが、森口と同じ高校に行きたいと思うようになる。その件で母親と揉めたが、自分の意思を貫いて6巻では湊第一高校を受験し、合格した。湊第一高校では歩やメグと同じクラスになる。
篠原 友美（しのはら ともみ）
2年時では歩のクラスメイト。3年時では違うクラス。ころころと太っていて、目尻が下がっている。いつもにこにこして丸みを帯びた笑顔はかわいいらしい。歩曰く「ふわふわした犬を連想させる」。森口曰く「神様のように人のよい」人。ピアノが上手で、「漫才ロミオとジュリエット」では音楽担当をしていた。怒ることはめったに無いが、4巻で怒鳴ったことがある。蓮田伸彦に想いを寄せられていて、お互い意識しあう仲になっている。4巻で小学生のころ、自分が太っていることでいじめられ、悩んでいた時森口に救われたこと打ち明けた。そのころから森口と仲良くなった。6巻で音楽科のある私立高校を受験し、合格した。
蓮田 伸彦（はすだ のぶひこ）
2、3年歩と同じクラス。長身でピアスが特徴（漫画ではそれに加え、猫目でそばかすがある）。秋本と同じくサッカー部でツートップ。無口で不機嫌そうな外見で近寄りがたいが、実は気のいい人である。歩曰く、「とても気持ちの良いやつ」。英語は得意だが、数学は苦手らしい。ベースとトランペットが上手く、「漫才ロミオとジュリエット」では篠原と同じく音楽担当をしていた。篠原友美に想いを寄せており、お互い意識しあう仲になっている。サッカーの強い工業高校を受験するつもりであったが、5巻で父親の工場会社が倒産してしまったらしく、思いとどまっている。6巻で湊商業高校を受験し、合格した。

### 湊第三中学校の生徒
来菅 充（きすげ みつる）
3年時の歩のクラスメイト。裕福な家の生まれ。高原に次ぐ秀才ですぐれたルックスを持ち、女子から人気がある。メグに告白するも傲慢な態度を嫌がられて強烈に振られ、靴箱にウシガエルを入れて嫌がらせをするのだが、両生類などを苦手にしない彼女には全く意味が無く、嫌がらせをしていたことを謝った際に、メグから頬に一撃を食らう。動物が好きらしく、メグの靴箱にいれたウジガエルも飼っていたものらしい。
井野原亜美子（いのはらあみこ）
2年時の歩のクラスメイト。「漫才ロミオとジュリエット」では衣装とメイクの担当だった。ジュリエットの衣装に肩入れしていた。通称メークのアミちゃん。夢はメーキャップアーチスト。「マッピルマ」という犬を飼っている。
野崎藍那（のざきあいな）
2年時の歩のクラスメイト。「漫才ロミオとジュリエット」では井野原と一緒で衣装とメイクの担当だった。ジュリエットの衣装に肩入れしていた。無口で目立たない生徒で、藍那という珍しい名前だけが目立つ。手芸は超中学生級の腕前である。
藤川（ふじかわ）
2年時の歩のクラスメイト。「漫才ロミオとジュリエット」ではナレーターをしていた。でかくて、いかつい外見。ナレーター向きの深くて柔らかく、よくひびく声の持ち主。6巻で湊第一高校を受験し、合格した。
連城（れんじょう）
2年時の歩のクラスメイト。「漫才ロミオとジュリエット」ではオカリナで音楽担当だった。「鏡のドレス」をオカリナで綺麗に演奏している姿は柔道部の彼とは不釣り合いである。
多々良 覚（たたら まなぶ）
歩と同学年の生徒。歩とは同じクラスになったことはない。お母さんが看護師長として湊市立病院に勤めている。6巻で蓮田と同じく湊商業高校を受験し、合格した。

### 瀬田家
母
歩の母。「歩君をあゆちゃんと呼んで応援しよう会」の会員。美人だが、神経質かつ心配性で、姉と父が亡くなってからはさらに深まっている。現在は実の兄（歩の伯父に当たる）が経営するスーパーマーケットで働いており、主にチラシのレイアウトや商品のコーディネートなど比較的楽で自由な仕事が担当。また、お菓子作りが好きで、歩も歓心するほどの腕前であり、料理教室に通っている。よく貴史の苗字を「秋山」と間違える。
瀬田 一美（せた かずみ）
歩の姉。故人。弟思いで、歩が中一で夏休み最後の日（8月31日、日曜日）の時、歩のことで母と父が喧嘩した所を彼女が止めて、父と気分転換に出かけたときに交通事故にあい、死去。陽気でよく笑う人だったらしく、歩と共に冗談を言って家庭内漫才をしていたらしい。酢豚が好物で、後に歩の好物になっていた。
父
歩の父。故人。前述の通り、事故で一美とともに死去。大らかな人柄だが、歩が登校拒否をした際、彼を怒鳴ったことがある。それゆえ、彼を悩ます原因を作ってしまう。

### 秋本家
秋本有紗（あきもと ありさ）
貴史の母でお好み焼き屋「おたやん」を経営。顔も体も丸く太っていて、三角巾をしているとこけしがスカーフを巻いているように見える。笑い声は男のように豪快で、「くわっ、くわっ、くわっ」や「ふんっ、ふんっ、ふんっ」などと表現される。美少年好みで歩を気に入っているため、歩が来た時はサービスをする。結婚をせず貴史を産み、女手一つで育てている。夫にあたる男性は名古屋の方に別に家庭を持っている人だった。3巻でメグの父に結婚を申し込まれていることが判明。本名の有紗は4巻で判明した。（歩はこの本名にとても衝撃を受けたらしく、4巻では何度も漫才のネタにしている）

### 湊市立病院
萩本先生
メグの父。湊市立病院の勤務医である。プロレスラーのような大きな体をしており、すべてのパーツがLサイズ。その迫力から歩に変態と間違えられてしまった。歩を非常に気に入っており、おばさん達と同じく歩に恐れられている。
実はバツイチである。貴史の母（秋本有紗）のことがずっと好きで、3巻で結婚を申し込んだが、ソースの賞味期限ギリギリまで待ってくれと言われた。
5巻ではお年寄りを励ますため病院で漫才ライブをしたいという歩の頼みを聞き入れ、「笑いの効能を探る」という名目でライブを許可する。
多々良さん
歩と同学年である多々良君の母。市立病院で看護師長をしている。おばさん達同様歩を気に入っており、「歩君をあゆちゃんと呼んで応援しよう会」の会員になっている。
栗原さん
市立病院の入院患者。いつも派手なパジャマを着ている。5巻では歩と1日だけルームメイトになった。自称「漫才と歌舞伎とクラシックバレエにはかなりうるさい」 人で、『弟子』と勝手にみなしたロミジュリには厳しく、簡単には笑わない。春には退院していたが、歩達が合格した翌日に倒れ、入院した市立病院で最後にロミジュリに免許皆伝の卒業試験を課す。
角山 岩男（かくやま いわお）
市立病院の入院患者。歩いわく「ずいぶん、角ばった名前」のお年寄り。青い縞のパジャマに青い腹巻と、全身青で決まっている。2階のトイレに華が無かった為、歩に1階のトイレへ案内するように頼んだ。若い頃は「どうしようもならない男」だったため妻を若くして死なせてしまい、息子に恨まれている。3月の半ばに退院した。
柏木 スゲ（かしわぎ すげ）
市立病院の入院患者。5巻では歩と1日だけルームメイトになった。
花村 森江（はなむら もりえ）
市立病院の入院患者。5巻では歩と1日だけルームメイトになった。歩のことを「ロミジュリのジュリちゃん」と呼ぶ。
池内さん
市立病院の入院患者。5巻では歩と1日だけルームメイトになった。丸顔。

## 既刊情報
新装版として横に併記されているものは出版社変更によるカバーデザインの変更。増訂・合本・改題・続編となったものは別記。
- 岩崎書店・文学の泉（新書判）
  - The MANZAI （絵：鈴木びんこ）1999年10月15日 ISBN 978-4265041459
- カラフル文庫（2009年12月よりポプラカラフル文庫）（新書判）
  - The MANZAI （絵：鈴木びんこ）2004年3月15日 ISBN 978-4902314342 / あさのあつこセレクション 改稿 2007年3月 ISBN 978-4591096840 / 新装版 2010年3月1日 ISBN 978-4591112878
  - The MANZAI 2 （絵：鈴木びんこ）2004年9月18日 ISBN 978-4902314953 / あさのあつこセレクション 改稿 2007年3月 ISBN 978-4591096857 / 新装版 2010年3月1日 ISBN 978-4591113028
  - The MANZAI 3 （絵：鈴木びんこ）2006年7月10日 ISBN 978-4861762925 / あさのあつこセレクション 改稿 2007年3月 ISBN 978-4591096864 / 新装版 2010年3月1日 ISBN 978-4591113332
  - The MANZAI 4 （絵：鈴木びんこ）2007年12月10日 ISBN 978-4861764332 / あさのあつこセレクション 改稿 2008年3月 ISBN 978-4591101612 / 新装版 2010年3月1日 ISBN 978-4591113455
  - The MANZAI 5 （絵：鈴木びんこ）2009年7月10日 ISBN 978-4861766800 / あさのあつこセレクション 改稿 2010年4月 ISBN 978-4591115725 / 新装版 2010年3月1日 ISBN 978-4591113691
  - The MANZAI 6 （絵：鈴木びんこ）2010年10月8日 ISBN 978-4591119792 / あさのあつこセレクション 改稿 2011年4月 ISBN 978-4591123553
- ピュアフル文庫(2009年11月よりポプラ文庫ピュアフル）（文庫判）
  - The MANZAI （絵：宮尾和孝）2005年12月1日 ISBN 978-4861762536 / 新装版 2010年2月19日 ISBN 978-4591113721
  - The MANZAI 2 （絵：宮尾和孝）2006年3月9日 ISBN 978-4861762819 / 新装版 2010年2月19日 ISBN 978-4591113738
  - The MANZAI 3 （絵：宮尾和孝）2006年9月11日 ISBN 978-4861763359 / 新装版 2010年2月19日 ISBN 978-4591113783
  - The MANZAI 4 （絵：宮尾和孝）2007年11月12日 ISBN 978-4861764554 / 新装版 2010年2月19日 ISBN 978-4591114056
  - The MANZAI 5 （絵：宮尾和孝）2009年3月10日 ISBN 978-4861766459 / 新装版 2010年2月19日 ISBN 978-4591114322
  - The MANZAI 6 （絵：宮尾和孝）2010年8月25日 ISBN 978-4591119754
  - The MANZAI 上（絵：loundraw）2016年8月5日 ISBN 978-4591151488
  - The MANZAI 中（絵：loundraw）2016年8月5日 ISBN 978-4591151495
  - The MANZAI 下（絵：loundraw）2016年8月5日 ISBN 978-4591151501
- 角川文庫（文庫判）
  - The MANZAI 十五歳の章 上 （絵：志村貴子）2018年6月15日 ISBN 978-4041050606
  - The MANZAI 十五歳の章 下 （絵：志村貴子）2018年6月15日 ISBN 978-4041050613
  - The MANZAI 十六歳の章 （絵：志村貴子）2018年7月24日 ISBN 978-4041050620

## 漫画
イマイヒヅル・画。第1巻は『まるごとあさのあつこ』（ジャイブ）に掲載、第2巻は『月刊コミックラッシュ』（ジャイブ）2006年10月号・11月号に掲載、第3巻は『Comic PIANISSIMO』（ポプラ社）2007年vol.2 - vol.5に掲載、第4巻は『ピアニッシモ』2008年vol.3 - vol.5に掲載された。絵はやや昔風な絵柄となっており、トーンなど一枚々丁寧に書き込まれている。イマイヒヅルは原作漫画化は初。
- ジャイブ・ピュアフルコミックス
  - The MANZAI COMICS 2006年2月7日 ISBN 4-86176-270-7
  - The MANZAI COMICS 2 2006年10月13日 ISBN 4-86176-348-7
  - The MANZAI COMICS 3 2007年8月7日 ISBN 4-86176-423-8
  - The MANZAI COMICS 4 2009年3月15日 ISBN 4-86176-633-8

## CDドラマ
- The MANZAI 2006年4月26日発売
- The MANZAI 2 2006年8月23日発売
- The MANZAI 3 2007年4月25日発売

### キャスト
- 瀬田歩：石田彰
- 秋本貴史：中井和哉
- 萩本恵菜：松岡由貴
- 森口京美：野田順子
- 高原有一：真殿光昭
- 蓮田伸彦：佐藤まさよし
- 篠原友美：瀧本富士子
- 瀬田（母）：浅井晴美
- 秋本（母）：中川和恵
- 瀬田一美：木村まどか
- 教頭：坂口哲夫
- 江河先生：中田雅之 ※The MANZAIのみ
- 男子：小泉一郎太 ※The MANZAIのみ
- 来菅充：遊佐浩二 ※The MANZAI 2のみ
- 校長：水内清光 ※The MANZAI 2のみ
- 来菅（母）/看護師：織田芙実 ※来菅（母）はThe MANZAI 2のみ、看護師はThe MANZAI 3のみ
- コンビニ店長：武虎 ※The MANZAI 2のみ
- 萩本（父）：乃村健次 ※The MANZAI 3のみ
- 三瀬：広瀬正志 ※The MANZAI 3のみ
- 医師：幸田昌明 ※The MANZAI 3のみ
- 男子：出先拓也 ※The MANZAI 3のみ

### スタッフ
- 原作：あさのあつこ
- 作画：鈴木びんこ
- シナリオ：最合のぼる
- ディレクター：嶋澤みどり（bms）
- 音楽：広瀬充寿
- 音響効果：スワラプロダクション
- 録音・調整：飯村靖雄（bms）（The MANZAI）、安倍康幸（bms）（The MANZAI 2）
- 録音アシスタント：山下嘉子（bms）
- 音響製作：ブロードメディア・スタジオ/本田哲治
- 録音スタジオ：ブロードメディア・スタジオ

### イメージ曲
- 「今が青春 ALL RIGHT!!」 作詞・作曲・歌：WATER//COLOR（The MANZAI）
- 「ラブレター」 作詞・作曲・歌：WATER//COLOR（The MANZAI 2）
- 「LOVE」 作詞・作曲・歌：WATER//COLOR（The MANZAI 3）

### プログラム
The MANZAI
- ACT.1 おつきあい
- ACT.2 笑う人、笑わない人、笑われる人
- ACT.3 未熟な革命
- ACT.4 これからのロミジュリ
- ACT.5 The MANZAI
- ACT.6 キャストコール
- ACT.7 イメージ曲：WATER//COLOR 「今が青春 ALL RIGHT!!」ドラマ・ショートバージョン

The MANZAI 2
- ACT.1 △関係
- ACT.2 ゲロゲロ事件
- ACT.3 対策本部
- ACT.4 情けなさとかっこよさ
- ACT.5 ぼくたちの夏へ
- ACT.6 キャストコール
- ACT.7 イメージ曲：WATER//COLOR 「ラブレター」ドラマ・ショートバージョン

The MANZAI 3
- ACT.1 悪夢なのか?
- ACT.2 緊急事態 勃発
- ACT.3 『ロミジュリ』結成?
- ACT.4 『ロミジュリ』戦い開始?
- ACT.5 愛のてんこ盛り
- ACT.6 キャストコール
- ACT.7 イメージ曲：WATER//COLOR 「LOVE」ドラマ・ショートバージョン